# Чесноковский сельсовет (Амурская область)
Чесноко́вский сельсове́т — сельское поселение в Михайловском районе Амурской области.
Административный центр — село Чесноково.

## История
Чесноковский сельсовет образован в 1922 году.
11 июля 2005 года в соответствии с Законом Амурской области № 30-ОЗ муниципальное образование наделено статусом сельского поселения.

## Население
| 2002  | 2010  | 2011  | 2012  | 2013  | 2014  | 2015  |
| ----- | ----- | ----- | ----- | ----- | ----- | ----- |
| 1261  | ↘1089 | →1089 | ↗1108 | ↗1116 | ↘1077 | ↘1066 |
| 2016  | 2017  | 2018  | 2021  |       |       |       |
| ↘1042 | ↗1055 | ↘1044 | ↘870  |       |       |       |

## Состав сельского поселения
| № | Населённый пункт | Тип населённого пункта       | Население |
| - | ---------------- | ---------------------------- | --------- |
| 1 | Красная Орловка  | село                         | ↘129      |
| 2 | Чесноково        | село, административный центр | ↘710      |
| 3 | Шадрино          | село                         | ↘205      |